# Acebes del Páramo
Acebes del Páramo es una localidad del municipio de Bustillo del Páramo, en la provincia de León. 

## Situación
Se encuentra al este de la capital municipal y se sitúa en una zona muy llana, totalmente comunicada por muchas carreteras, pistas y senderos y atravesado por muchas acequias. 
Entre estas acequias, se destaca una importante, la presa Cerrajera. Este canal fue construido por los árabes, y al parecer, según la leyenda, un noble moro lo hizo construir para poder llevar agua al pueblo de su amada, Villazala.

## Monumentos
El aspecto del pueblo es igual que todos los pueblos del Páramo Leonés; casas de dos pisos hecho con ladrillos. 
Entre sus monumentos más importantes es la iglesia parroquial. Con una bonita espadaña, donde hay una veleta con una figura que representa a Santiago Apóstol, el patrón del pueblo, y también hay un nido de cigüeñas. Dentro de la iglesia, se encuentra, en el altar mayor, una imagen de Santiago Matamoros montado en un caballo blanco. El motivo a esta dedicación a Santiago, es porque el pueblo es un tramo del Camino de Santiago.

## Fiestas
Sus fiestas suelen ser el 28 de enero dedicado a San Tirso, y el 25 de julio, que dedica al patrón de pueblo, Santiago. Este último, suele participar pequeños partidos de fútbol

## Gastronomía
Su gastronomía es la sopa de ajo, normal, ya que es un plato típico en León.

## Historia
El pueblo pudo haber sido fundado por moros. Este pueblo tiene una importante historia relacionado con los Acebes. Ahí el nombre del pueblo. Uno de ellos, Sancho de Acebes, fue el que fundó el hospital de Molinaseca.
Actualmente, está enterrado en la catedral de Astorga. 
No consta que hayan sido los moros o árabes del Andalus los que fundaron el poblado. Este y otros desaparecidos (Cerracos, San Lorenzo, Quintanilla) fueron pequeñas localidades de repoblación tras la Reconquista. Probablemente estas tierras pertenecían a los marqueses de Astorga que detentaban el Patronato del templo parroquial de Santiago. La estirpe de los Acebes  (originaria de Soria) fueron con toda probabilidad los que dieron origen al pueblo, bautizándolo con el nombre de familia: ACEBES.
Consultar la página: http://www.acebesdelparamo.weebly.com

## Servicios
Entre los principales servicios del pueblo, se encuentra un colegio de educación infantil y primaria, un ambulatorio y un bar.

## Evolución demográfica
| 2000 | 2001 | 2002 | 2003 | 2004 | 2005 | 2006 | 2007 | 2008 | 2009 | 2010 | 2011 |
| 265  | 257  | 250  | 243  | 236  | 227  | 219  | 218  | 211  | 207  | 215  | 222  |